# Gårdsten
Gårdsten är en stadsdel, med stadsdelsnummer 70, som även omfattar Lövgärdet, i Göteborg. Primärområdet benämns Gårdstensberget och ligger i stadsområde Nordost. Stadsdelen har en areal på 1 088 hektar.

## Historia

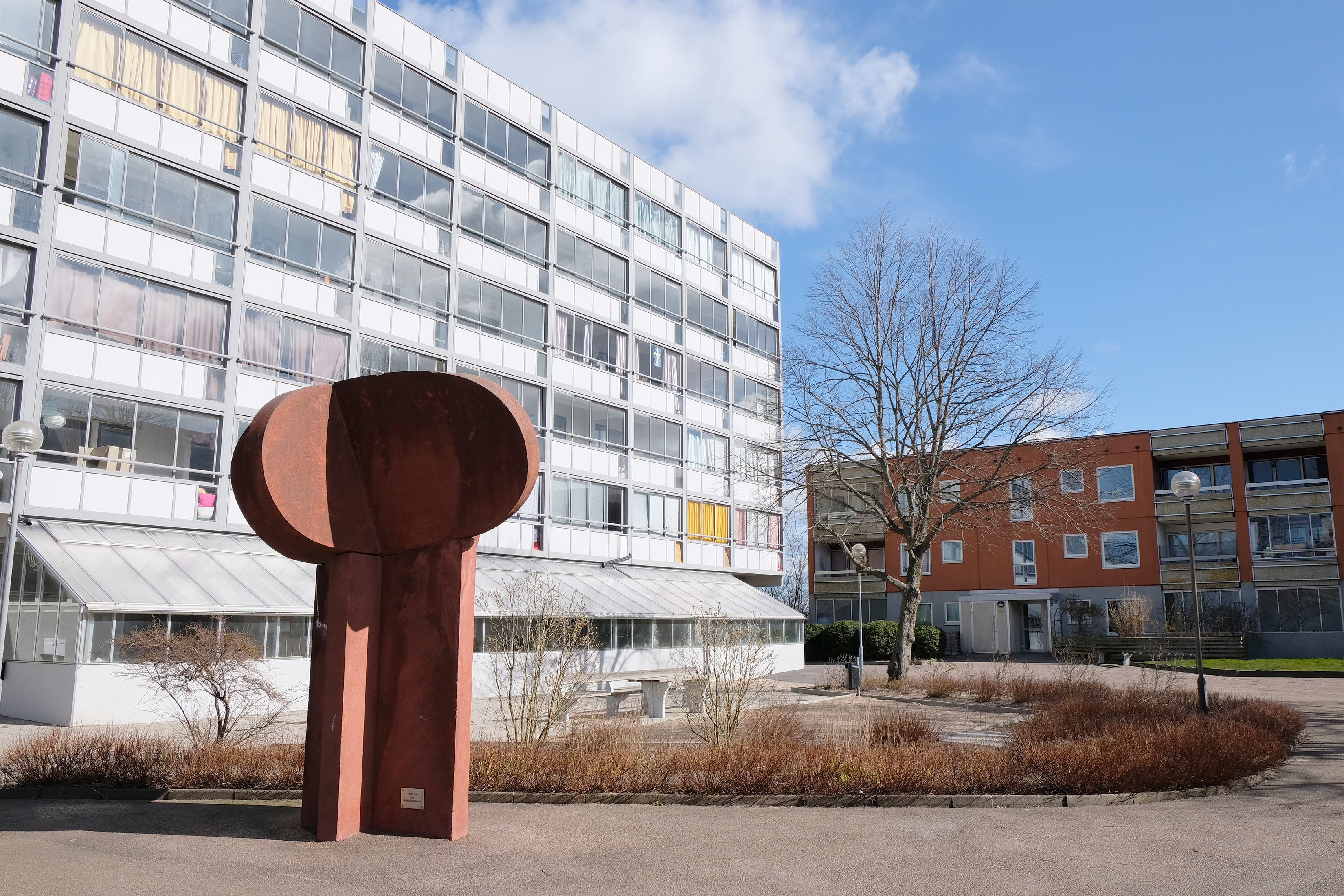
Bostadshus i Västra Gårdsten med konstverk.

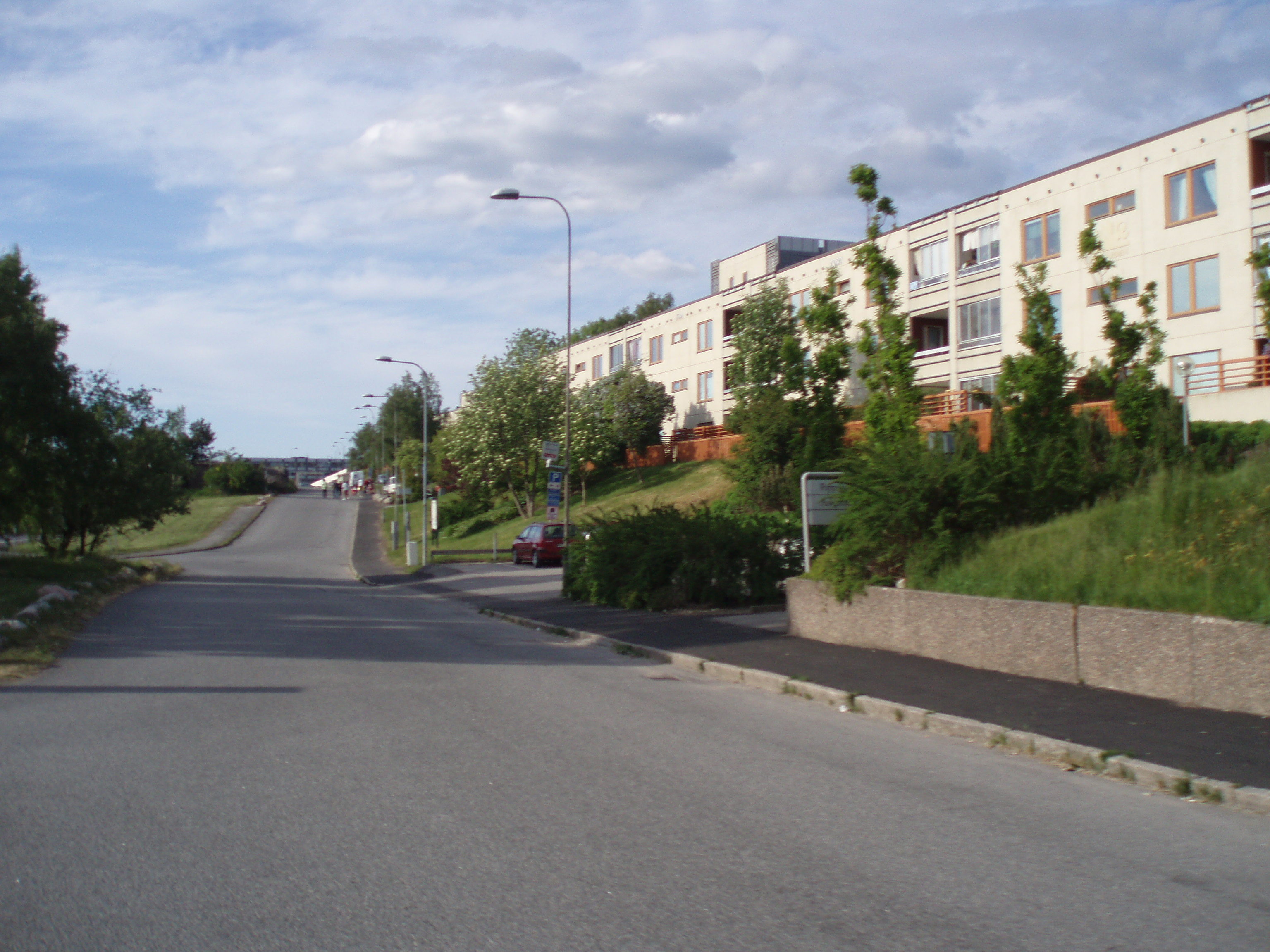
Peppargatan, Gårdsten

Gårdsten tillhörde tidigare Angereds socken, som inkorporerades i Göteborg 1967. Området var oexploaterat och bestod av skog när beslutet togs att uppföra Gårdsten. Gårdsten vilar på en berggrund av ljus vulkanisk och sedimentär bergart av granit-tonalit, som skapades för 1600-1620 miljoner år sedan. Gårdstensberget ligger omkring 100 meter över havet, med en milsvid utsikt över Götaälvdalen. 
Gårdsten bebyggdes ut första gången 1969-1972 med omkring 2 300 lägenheter i 3- och 6-vånings lamellhus samt 5-vånings loftgångshus och 8-våningshus. Arkitekter var Arne Nygård för Västra Gårdsten samt Rune Falk och Gunnar Werner från White Arkitekter för Östra Gårdsten.
Hela området omges av en ringled och är uppdelad i västra och östra Gårdstensberget åtskilda av en dalgång. I Västra Gårdsten ligger de ekologiska Solhusen och i Östra Gårdsten de prisbelönta Terrasshusen och Salviaterrassen med sina parhus. I Dalgången finns endast bebyggelse i den nordligaste delen, medan resten utgör rekreations- och parkområdet Dalen, med tennisbanor, minigolfbana och lekplats.  Längst i öster i ett grönområde ligger Gårdstens vattentorn, byggt 1969 av Rodoverken.
Alla gatunamn anknyter sig till kryddor där "Kryddhyllan" är ett undantag. Det finns också gårdar (mindre grenar av gatorna) som befinner sig i västra delen av Gårdsten där namnen på gårdarna är kallade efter svenska träd. Gårdstens gator är i likhet med de i Lövgärdet uppkallade efter olika kryddor. Vid Muskotgatan ligger ett mindre köpcentrum med en kort innegata. Här finns det mesta av områdets service samlad. Övriga Gårdsten hyser ett växande antal butiker och verksamheter. Precis söder om Gårdsten passerar Norrleden i en tunnel, för att sedan övergå i högbron Angeredsbron.[källa behövs]

### Förändringsarbete genom Gårdstensbostäder

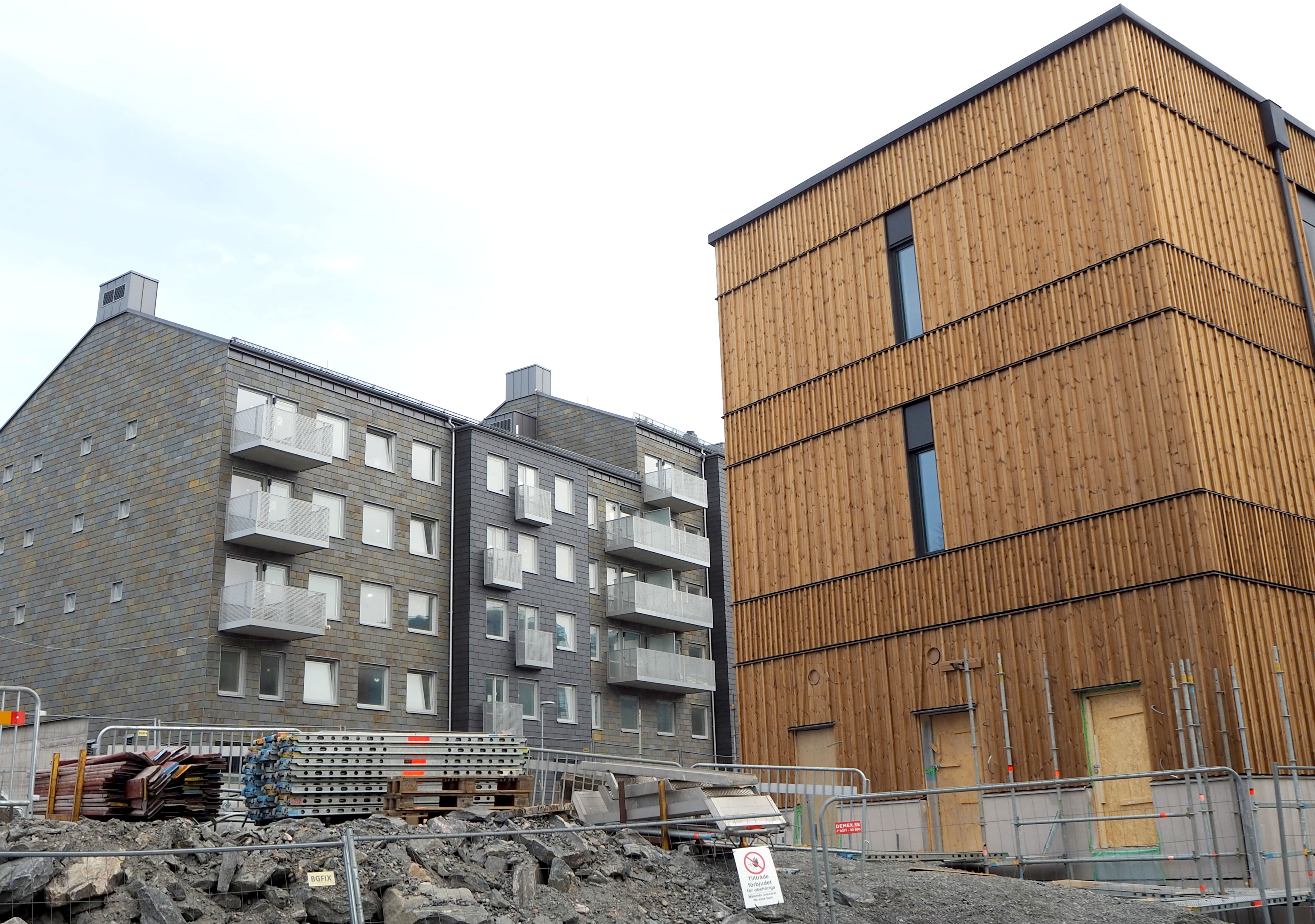
Nya bostadshus och Gårdstensbostäders nya huvudkontor i Gårdstens centrum

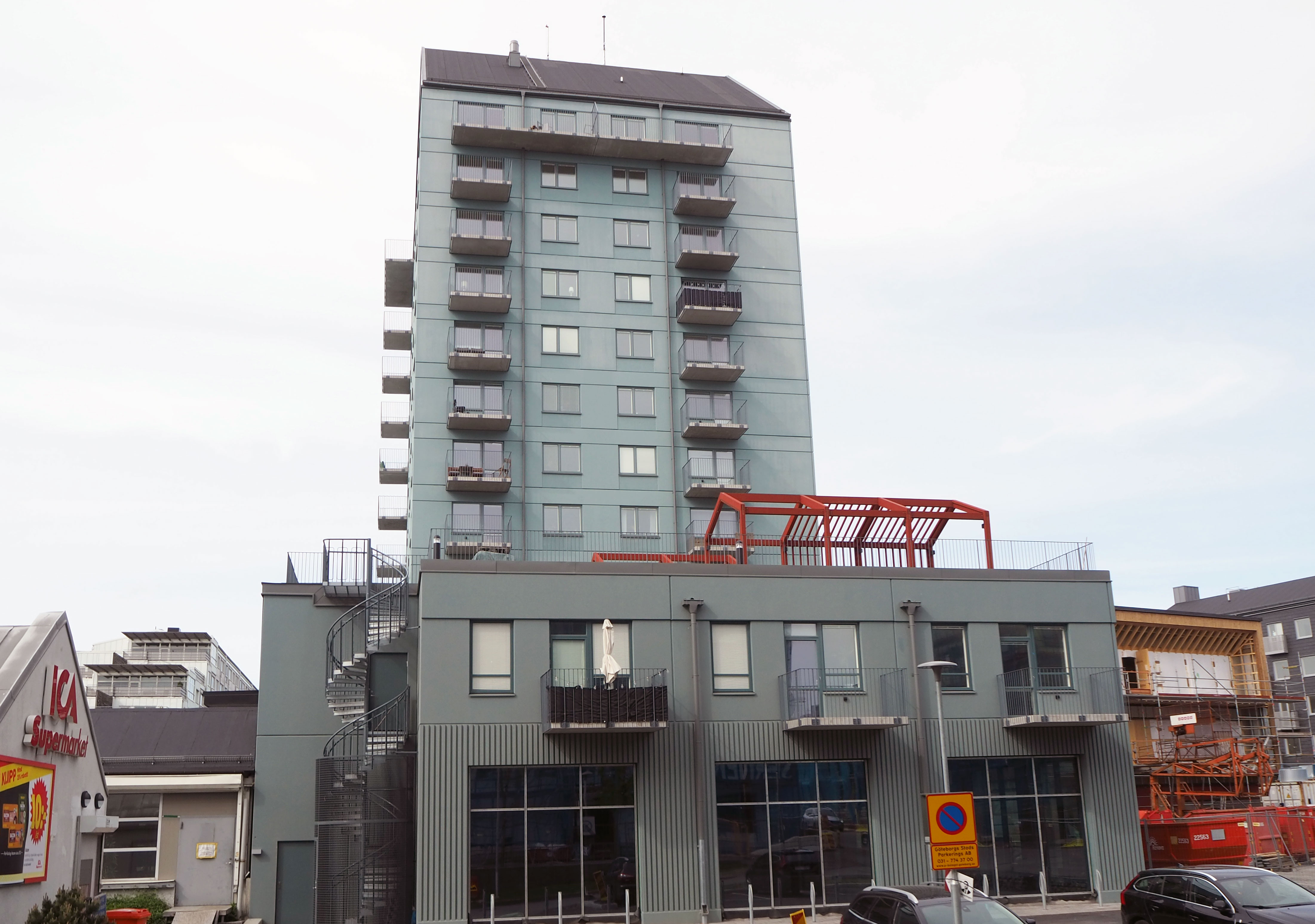
Brf Utsikten i Gårdstens Centrum

Med åren utvecklades Gårdsten allt mer negativt med en stor andel tomma lägenheter, hög omflyttning och social oro och 1996 ansågs Gårdsten som en av Sveriges mest problemtyngda förorter med höga ohälso- och arbetslöshetstal. Därför bildade den kommunala fastighetskoncernen Förvaltnings AB Framtiden 1997 Gårdstensbostäder, där hela det allmännyttiga fastighetsbeståndet samlades. Dess uppdrag var att utveckla stadsdelen genom att engagera de boende till delaktighet i områdets utvecklingen och att stimulera tillkomsten av arbetstillfällen och offentlig och kommersiell service. År 2000 kom Gårdsten att ingå i den så kallade Storstadssatsningen som hade samma mål. Arbetet har gett resultat som prisbelönats.[källa behövs]
I det förändringsarbete som påbörjades 1997 i Gårdstensbostäders regi, bestod dess styrelse från början huvudsakligen av hyresgäster. Parallellt med att utveckla boendet med förbättrad service, renoveringar och ombyggnader startade Gårdstensbostäder även arbetsförmedlingen Gårdstensbyrån. Fritidsområdet Dalen tillkom.[källa behövs]
Under 2000-talet har Egnahemsbolaget genomfört flera projekt i Gårdsten, bland annat radhus i området Kryddhyllan och radhus i nordöstra Gårdsten.
Gårdstens centrum byggs om med bland annat ett nytt höghus med bostäder, Brf Utsikten. I huset byggs även affärslokaler i bottenplan som ansluter till det nya torget. Det nya centrumet ersätter den gamla centrumanläggningen från 70-talet. Här byggs även ett nytt huvudkontor för Gårdstensbostäder. 

#### Solhusen

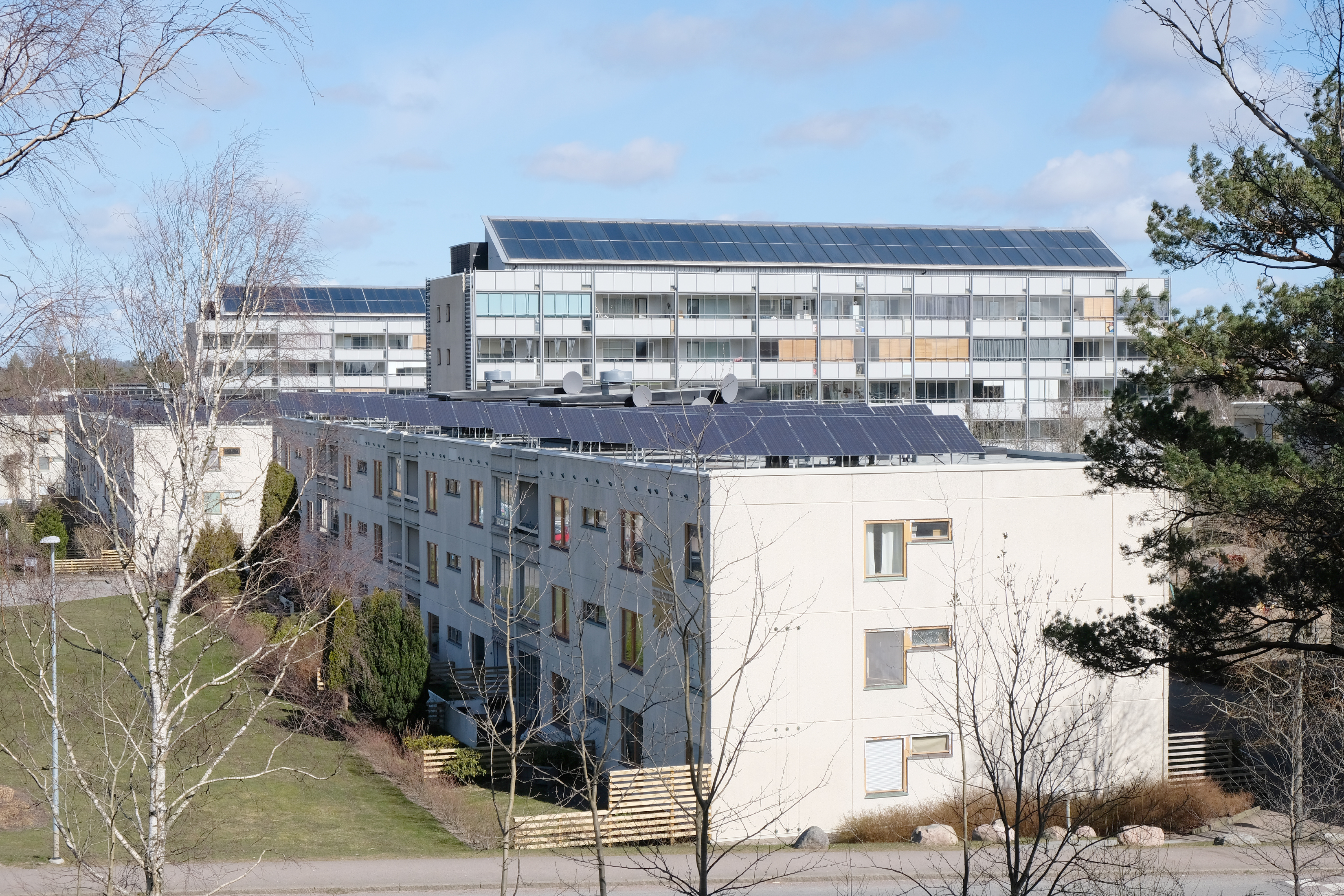
Bostadshus i Västra Gårdsten med solpaneler på taken.

Västra Gårdsten byggdes i början av 1970-talet och omfattar omkring 1 000 lägenheter i 5-vånings loftgångshus och 3-vånings lamellhus som är grupperade i elva kvarter. Projektet Solhusen omfattar tre av dessa kvarter. Arkitekter är Christer Nordström Arkitektkontor AB.[källa behövs]

#### Utmärkelser
Gårdstensbostäder har under åren fått ta emot flera utmärkelser.
- 2020 New Property-priset 2019
- 2020 Årets samhällsbyggare 2019, Michael Pirosanto
- 2016 SABO’s Bopris – Hedersomnämnande
- 2013 Gårdstensbostäder vinner SABOs Hållbarhetspris
- Stora Samhällsbyggarpriset 2006 – Östra Gårdsten
- Årets byggen 2005 – Östra Gårdsten
- BSHF:s och FN:s World Habitat Award 2005 till Christer Nordström Arkitektkontor AB för Solhusområde 1
- Rospriset 2005 av Kvinnors Byggforum
- SABO:s miljöpris för ungdomsarbetet 2004
- SEAS Solenergipris – Hedersomnämnande för Årets anläggning 2003 - Solhusområde 2
- Årets Stadsdelscentrum 2002 – diplom som finalist för Gårdstens centrum
- Nordiska Målaremästarnas pris för bästa färgmiljö 2001 – Solhusområde 1
- Årets byggen 2000 – diplom för Solhusområde 1[källa behövs]

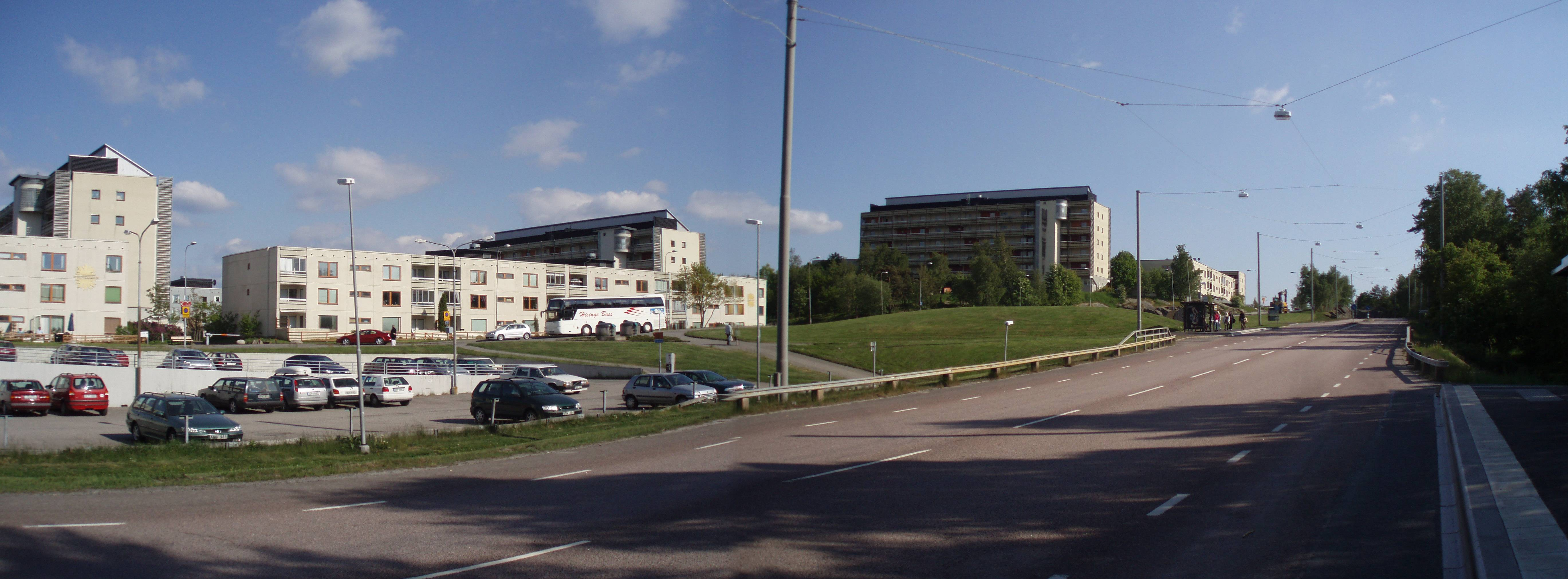
Timjansgatan, Gårdsten

## Skola och fritid
I Gårdsten finns nio förskolor: Almgårdens förskola, Björkbackens förskola, Förskolan Lillmosse, Gårdstens Montessoriförskola, Kanelgårdens förskola, Saffransbackens förskola, Timjansdalens förskola och Trollmosse förskola, liksom en öppen förskola.[källa behövs]
Skolorna i Gårdsten är Lilla Gårdstensskolan F-3 på Saffransgatan, Långmosseskolan, en grundskola för elever från förskoleklass till årskurs 3och Gårdstensskolan, med elever från årskurs 4 till 9 och grundsärskola årskurs 1 till 9, Gårdstensskolans verksamhet är evakuerad till Angeredsvinkeln under tiden som den nya grundskolan byggs mellan 2024 och 2026.
Ungdomspalatset i Gårdsten är en mötesplats för unga i stadsdelen. Idrotts- och föreningsförvaltningens regi finns ett gym på Kaneltorget, en motionsslinga i västra Gårdsten och fotbollsträning. Gårdstensbostäder har musikundervisning. I fritidsområdet Dalen finns tennisplaner, lekplatser, minigolf och stora gräsmattor för rekreation och evenemang.[källa behövs]

## Kommunikationer
Busslinje 73 förbinder området med Angereds centrum och linje 173 med Heden.

## Kriminalitet
Gårdsten är enligt polisen ur brottssynpunkt ett problemområde som 2015 klassades som särskilt utsatt område, men sedan 2019 omklassificerades som ett utsatt område i riskzonen.

## Kända personer från Gårdsten
- Morgan Alling, författare
- Eija Hetekivi Olsson, författare
- Carl-Einar Häckner, trollkarl, komiker, sångare och författare.
- Patrik Klüft, friidrottare (stavhoppare)
- Christian Olsson, trestegshoppare (friidrott)

## Övrigt
I Gårdsten spelades delar av TV-serien Hem till byn in åren 1971 till 2006.